# Augustin Teverný
Augustin Teverný (6. srpna 1882 Pelhřimov – 21. září 1944 České Budějovice) byl český stavitel a podnikatel.

## Životopis
Augustin Teverný se narodil 6. srpna 1882 v Pelhřimově. Nastoupil na plzeňskou průmyslovou školu, kterou úspěšně absolvoval a mezi lety 1901 až 1911 působil v Českých Budějovicích jako asistent Josefa Pfeffermanna.
V roce 1913 založil vlastní stavitelskou společnost a stal se starostou živnostenského společenstva stavitelů. Později získal čestné členství. Rovněž podporoval studenty české státní průmyslové školy, kteří neměli dostat financí na studium.
Nejznámější stavby Teverného firmy jsou například obecná škola v Šindlových Dvorech, stadion na Sokolském ostrově, Husův sbor, nebo přístavbu obchodní akademie v Dukelské ulici. Společnost se rovněž podílela na výstavbě městských nájemních domů na Vídeňském předměstí a Lineckém předměstí.
Zemřel 21. září 1944 v Českých Budějovicích ve věku 62 let.